# BEAT STREET
「BEAT STREET」（ビート・ストリート）は、西城秀樹の52枚目のシングル。1985年9月5日にRCAから発売された。

## 解説
- 作曲・編曲は角松敏生、作詞は吉田美奈子である[2]。この2人との出会いが、その後の西城の音楽性に多大な影響を与えている[3]。
- アルバム『TWILIGHT MADE …HIDEKI』から一部アレンジの上、シングルカットしたものである。ジャケットはアルバムと同じイラストが採用されている[2]。
- 角松敏生は同年の自身のライブツアーでセルフカバーした。

## エピソード
- 『夜のヒットスタジオDELUXE』（フジテレビ系）では、前作「ミスティー・ブルー」がスポンサー配慮のために採用できなかった代替措置として、発売前に本作とB面の「リアル・タイム」を当時のコンサートと同じ演出・振付で披露した[4]。

## 収録曲
1. BEAT STREET
作詞・コーラス編曲：吉田美奈子／作曲・編曲：角松敏生／ブラス編曲：数原晋
2. リアル・タイム
作詞：有川正沙子／作曲：岡本朗／編曲：大谷和夫

## この頃のできごと
- 1985年9月7日 – 11日 - 香港、シンガポールにてコンサートを開催。

## 収録アルバム
- 『TWILIGHT MADE …HIDEKI』